# Lost in Blue
Strandsatt på en öde ö måste man göra allt för att överleva. Lost in Blue är ett mycket strategiskt spel med små inslag av rollspel. Det gäller att noggrant planera så att man har tillräckligt med mat och vatten. Spelet utnyttjar Nintendo DS många funktioner, för att göra upp eld måste man till exempel blåsa i mikrofonen när det börjat glöda för att det ska börja brinna. Alltefter spelets gång upptäcker man nya delar av ön och möter nya utmaningar.